# 6. ulanski polk (Avstro-Ogrska)
Za druge 6. polke glejte 6. polk.
6. ulanski polk (izvirno nemško Galizisches Ulanen Regiment »Kaiser Joseph II.« Nr. 6; dobesedno slovensko: Galicijski ulanski polk »Cesar Jožef II.« št. 6) je bil konjeniški polk k.u.k. Heera.

## Zgodovina
Polk je bil ustanovljen leta 1688. 

### Prva svetovna vojna
Polkovna narodnostna sestava leta 1914 je bila sledeča: 52% Poljakov, 40% Rutencev in 8% drugih.
Naborni okraj polka je bil v Przemyślu, pri čemer so bile polkovne enote garnizirane sledeče: Rszeszów (štab in I. divizion) in Debica (II. divizion).

## Poveljniki polka
- 1859: August von Waldegg[4]
- 1865: August von Waldegg[5]
- 1879: Joseph Traxler von Schrollheim[6]
- 1914: Alexander Dienstl[7]